# Vitessa barretti
Vitessa barretti är en fjärilsart som beskrevs av Munroe och Shaffer 1980. Vitessa barretti ingår i släktet Vitessa och familjen mott. Inga underarter finns listade i Catalogue of Life.